# Norka Rouskaya
Norka Rouskaya fue una bailarina suiza de comienzos del siglo XX.

## Biografía
Originaria del Cantón del Tesino, a Rouskaya se le concedía a mediados de 1918 en la prensa una edad de diecinueve años, por lo que habría nacido hacia 1899. Además de bailar también tocaba el violín.
Es conocida por el alboroto que acarreó una actuación nocturna suya en el cementerio Presbítero Matías Maestro de la ciudad de Lima en 1917, junto a varios intelectuales y jóvenes, en la que danzó al son de la Marcha fúnebre de Chopin en el interior de los límites del camposanto. El antropólogo estadounidense William W. Stein escribió una obra sobre el incidente, en el que se vio implicado José Carlos Mariátegui. Su nombre real era Delia Franciscus e hizo gira por otros países de Sudamérica. 
En 1919 interpretó en danza el poema sinfónico "Danza maya" en Mérida, el cual bailaría posteriormente en París y Nueva York.